# Toni Nieminen
Toni Nieminen (Lahti, Finlàndia, 31 de maig de 1975) és un saltador finlandès que va destacar en els Jocs Olímpics d'Hivern de 1992.
Als 16 anys va participar en els Jocs Olímpics d'Hivern de 1992 realitzats a Albertville (França), aconseguint guanyar dues medalles d'or en les proves de salt llarg individual i salt llarg per equips així com la medalla de bronze en la prova de salt normal individual. Amb 16 anys i 261 dies fou el guanyador més jove de la història d'una medalla d'or als Jocs Olímpics d'hivern.
Gran favorit per repetir l'èxit en els Jocs Olímpics d'Hivern de 1994 realitzats a Lillehammer (Noruega) una lesió ho impedí. Participà en els Jocs Olímpics d'Hivern de 2002 realitzats a Salt Lake City (Estats Units), on finalitzà setzè en la prova de salt normal individual.

En el Campionat del Món d'esquí nòrdic no tingué sort, sent el seu millor resultat un cinquè lloc l'any 1993 en el salt normal. L'any 1992 aconseguí la victòria en la Copa del Món de salts.
Fou el primer saltador a aconseguir batre la barrera dels 200 metres en un salt llarg, fet aconseguit el 1994 a Planica.